# Chimarra septifera
Chimarra septifera är en nattsländeart som beskrevs av Oliver S. Flint Jr. 1974. Chimarra septifera ingår i släktet Chimarra och familjen stengömmenattsländor. Inga underarter finns listade i Catalogue of Life.